# Константин Волков
Константин Волков (рус. Константин Юрьевич Волков; Иркутск, 18. фебруар 1960) био је совјетски атлетичар специјалиста за скок мотком, Заслужни мајстор спорта СССР 1981.
Највећи успех Волкова било је друго место на Летњим олимпијским играма 1980. у Москви. На првом Светском певњнству 1983. у Хелсинкију био је исто други. На првенствима Европе у дворани освојио је злато (1980), сребро (1979, 1982).
Године 1984 у Кијеву скоком од 5,85 метара, поставља свој лични рекорд.